# Рыкачёвы
Рыкачёвы — древний дворянский род, жалованный поместьем (1617).
Род происходит от Угрюма Рыкачёва, жалованного грамотой от царя Ивана Грозного.
Род внесён в родословную книгу Тверской, Ярославской, Новгородской, Рязанской и Таврической губерний.

## Описание герба
В щите, имеющем голубое поле, изображён серебряный крылатый конь.
Щит увенчан обыкновенным дворянским шлемом с дворянской на нём короной. Намёт на щите голубой, подложенный серебром (Гербовник, III, 61).

## Известные представители
- Фёдор Петрович Рыкачев — За ним в 1638 состояло поместье в д. Береч Бежецкого у.
  - Рыкачёв Яков Фёдорович — московский дворянин (1676)[2].
  - Рыкачёв Иван Фёдорович — московский дворянин (1671—1677).
    - Матвей Иванович Рыкачёв — стольник (1686—1692), воеводой в Пелыме (1682).
      - Иван Матвеевич — бригадир;
        - Марк Иванович (1716—1814), главный судья канцелярии конфискации (1766—1781), жена — Анна Даниловна (урожд. Опочинина)[3].
          - Дмитрий Маркович — переводчик, надворный советник, служил прапорщиком в л.-гв. Измайловском полку[4].
          - Пётр Маркович Рыкачев (р. 1757) — Ротмистр Сумского гусарского полка. Участвовал в Суворовских походах.
            - Александр Петрович Рыкачёв (1803—1870) — капитан-лейтенант, участник Наваринского сражения, земский и общественный деятель[5]. Его сыновья:
              - Рыкачёв, Михаил Александрович (1841—1919) — метеоролог, генерал-майор Военно-Морского Флота РИ.
              - Рыкачёв, Николай Александрович (1832—1891) — российский морской журналист, контр-адмирал.

            - Владимир Петрович (1804—1875) — генерал-майор флота.
            - Дмитрий Петрович (1807—1888) — капитан-лейтенант РИФ, участник Наваринского сражения.

        - Василий Иванович Рыкачев р. 1709
          - Степан Васильевич Рыкачёв (1829—1899), генерал-лейтенант, состоял членом комитета о раненых, начальник Павловского военного училища (1886—1890).

        - Семён Иванович Рыкачев, подполковник (1762).
          - Степан Семёнович Рыкачев р. 1773 — гвардии подпоручик.
            - Рыкачёв, Николай Степанович (1811 — ?), подполковник, позже полковник — Георгиевский кавалер № 9562 (28 декабря 1854).